# Ringwall Bürgstadter Berg

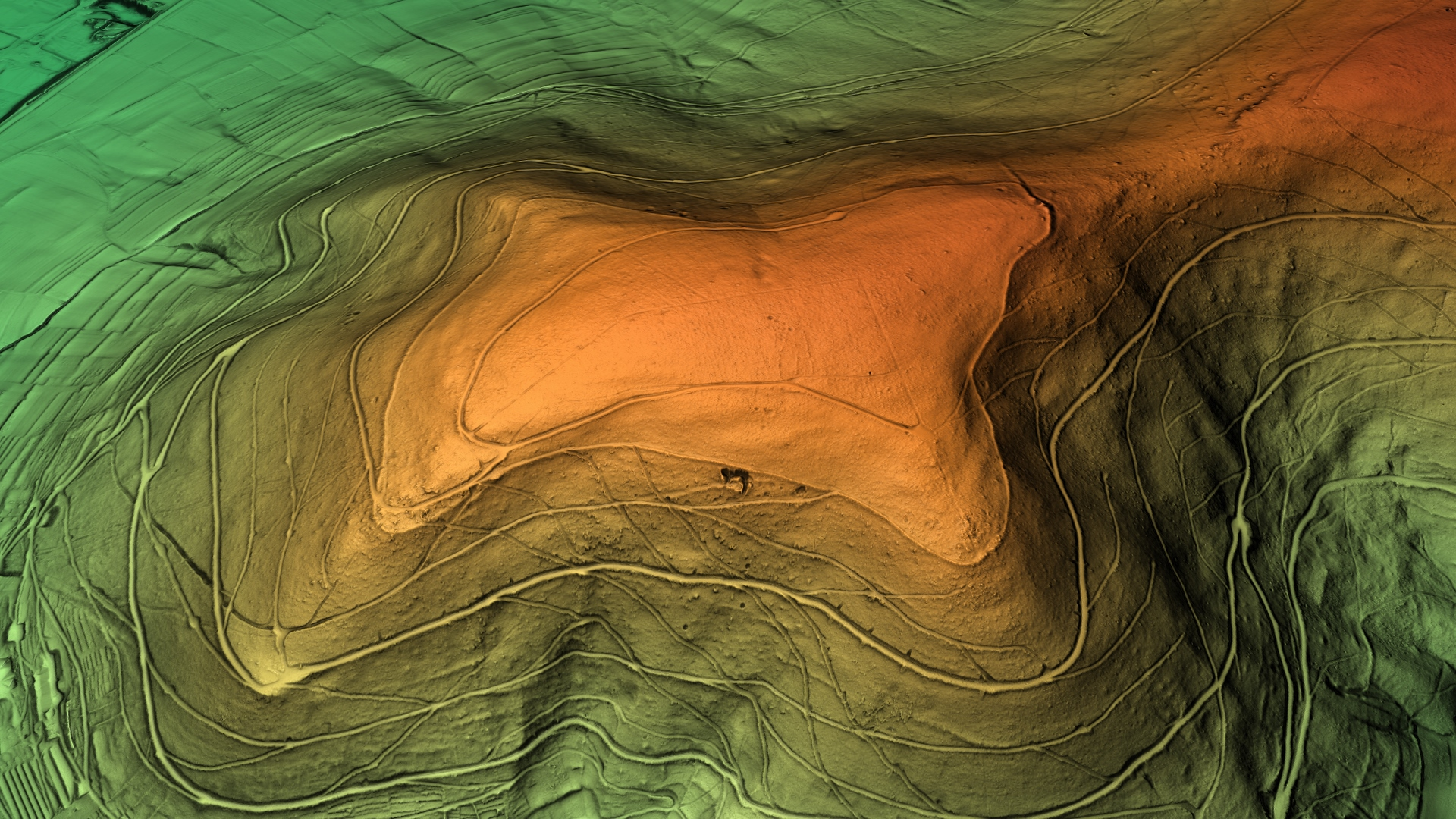
3D-Ansicht des digitalen Geländemodells

Der Ringwall Bürgstadter Berg ist eine abgegangene vorgeschichtliche Ringwallanlage bei 463 m ü. NHN auf dem namengebenden Bürgstadter Berg (eigentlich Wannenberg genannt) nordöstlich von Bürgstadt im Landkreis Miltenberg in Bayern. Die Wallanlage ist eine der größten dieser Art in Mainfranken.
Auf einer Länge von 3,1 Kilometer sind die Reste dieser mächtigen Wallanlage zu erkennen, die ein unregelmäßiges Viereck von knapp 41 ha Fläche einschließt. In den 1980er Jahren wiesen Ausgrabungen auf eine erste Siedlung der Michelsberger Kultur, die um ca. 3000 v. Chr. (Jungsteinzeit) angelegt wurde. Der Kern der Anlage stammt aus der spätbronzezeitlichen Urnenfelderkultur (1200 bis 800 v. Chr.).
Heute sind noch Teile eines doppelten Ringwalls und Gräben erhalten. Ein Wanderweg des Archäologischen Spessartprojektes führt an einem nach dem ursprünglichen Aussehen rekonstruierten mächtigen Tor mit Trockensteinverkleidung und Palisaden vorbei.
Entlang des Wallbereiches finden sich vielfache Überreste von intensiver Steinbearbeitung im Mittelalter. Säulenreste, Mühlsteine, Sarkophagteile u. a. zeugen von intensiver Nutzung des Odenwälder Sandsteins im Mittelalter. In der südwestlichen Ecke findet sich ein Naturdenkmal, unterhalb dieser Ecke liegt die Ruine der nie fertig gebauten Centgrafenkapelle.

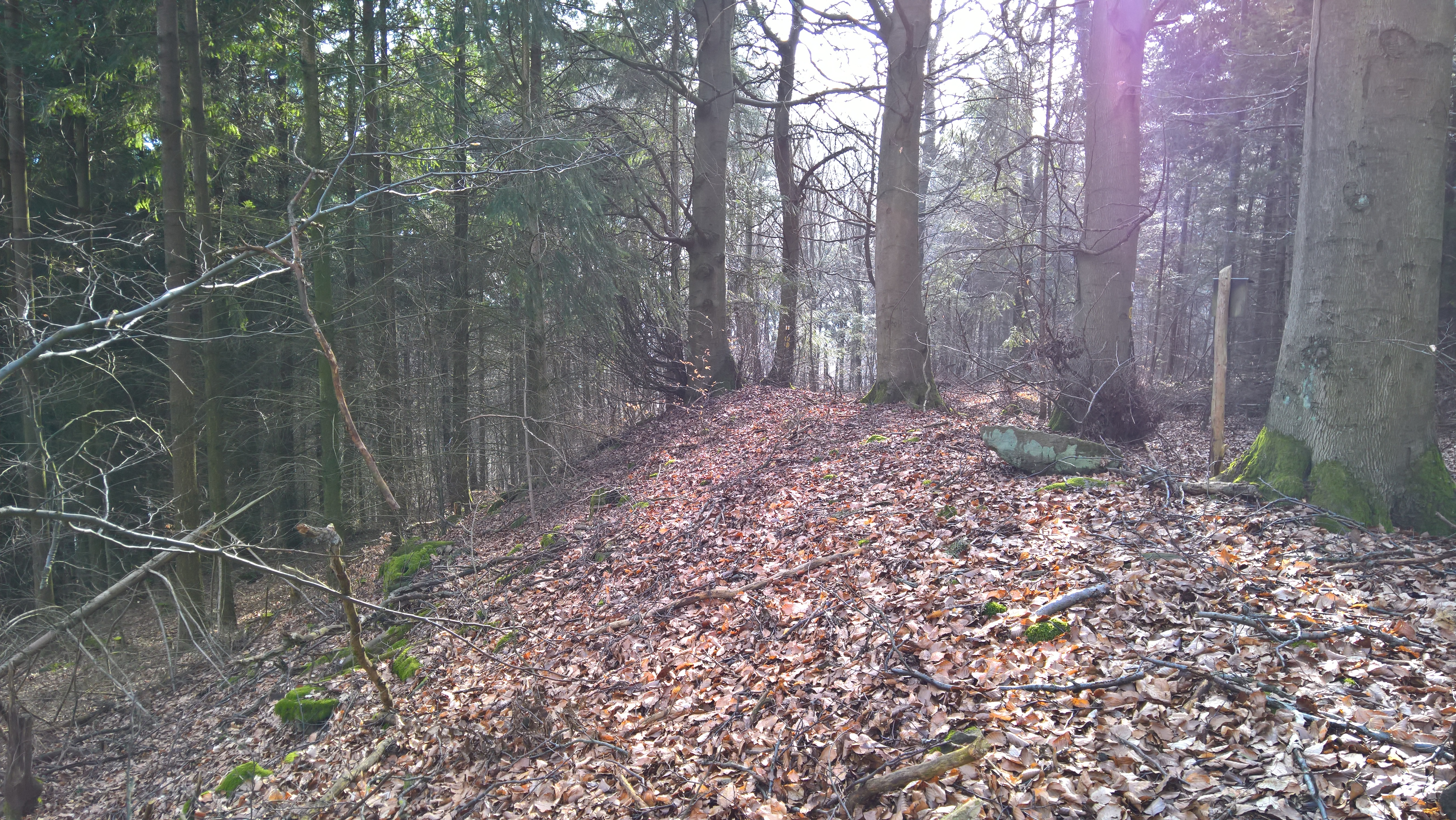
Ringwallreste im Osten
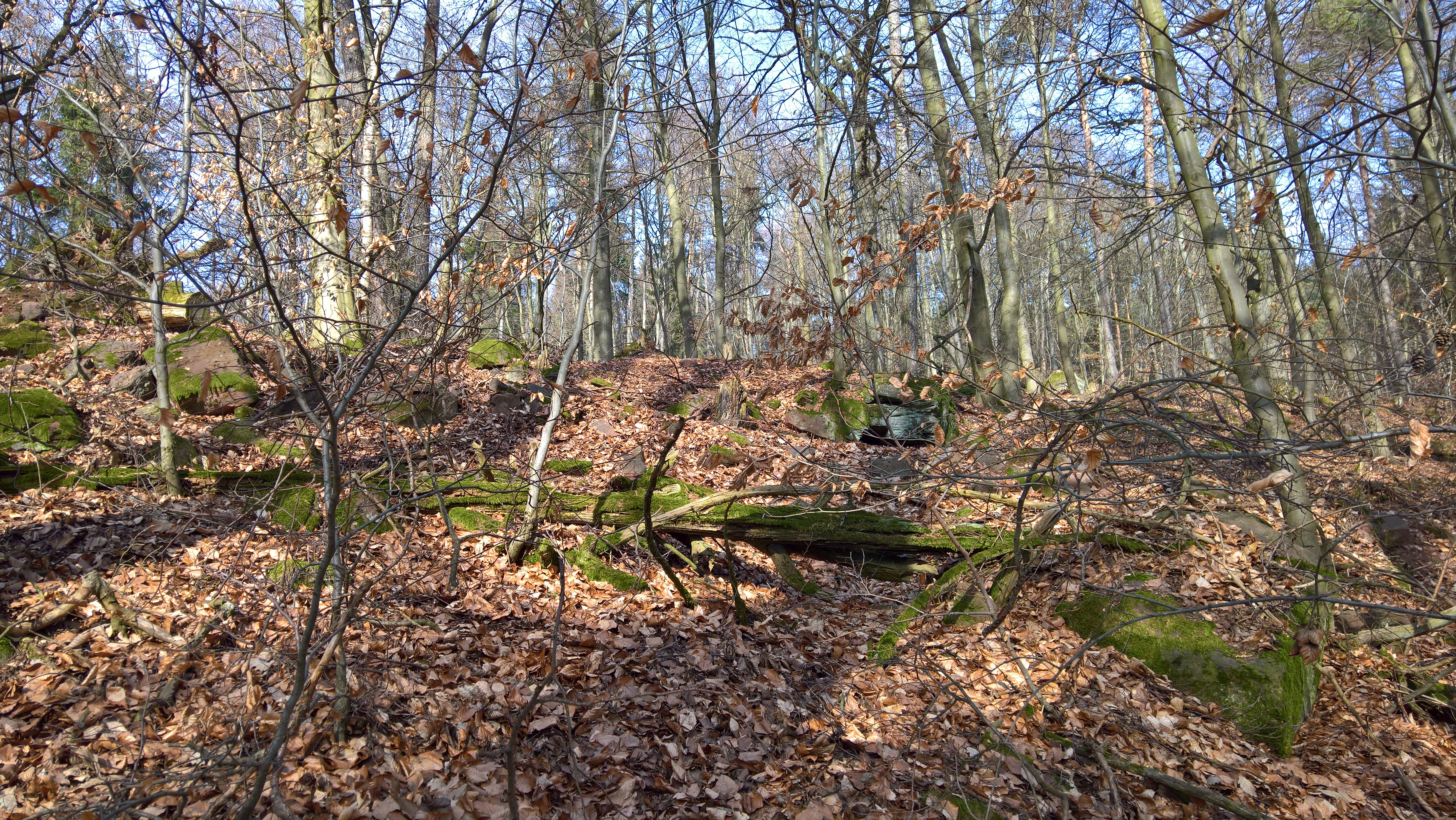
Blick auf den Ringwall von außen an der Südwestecke
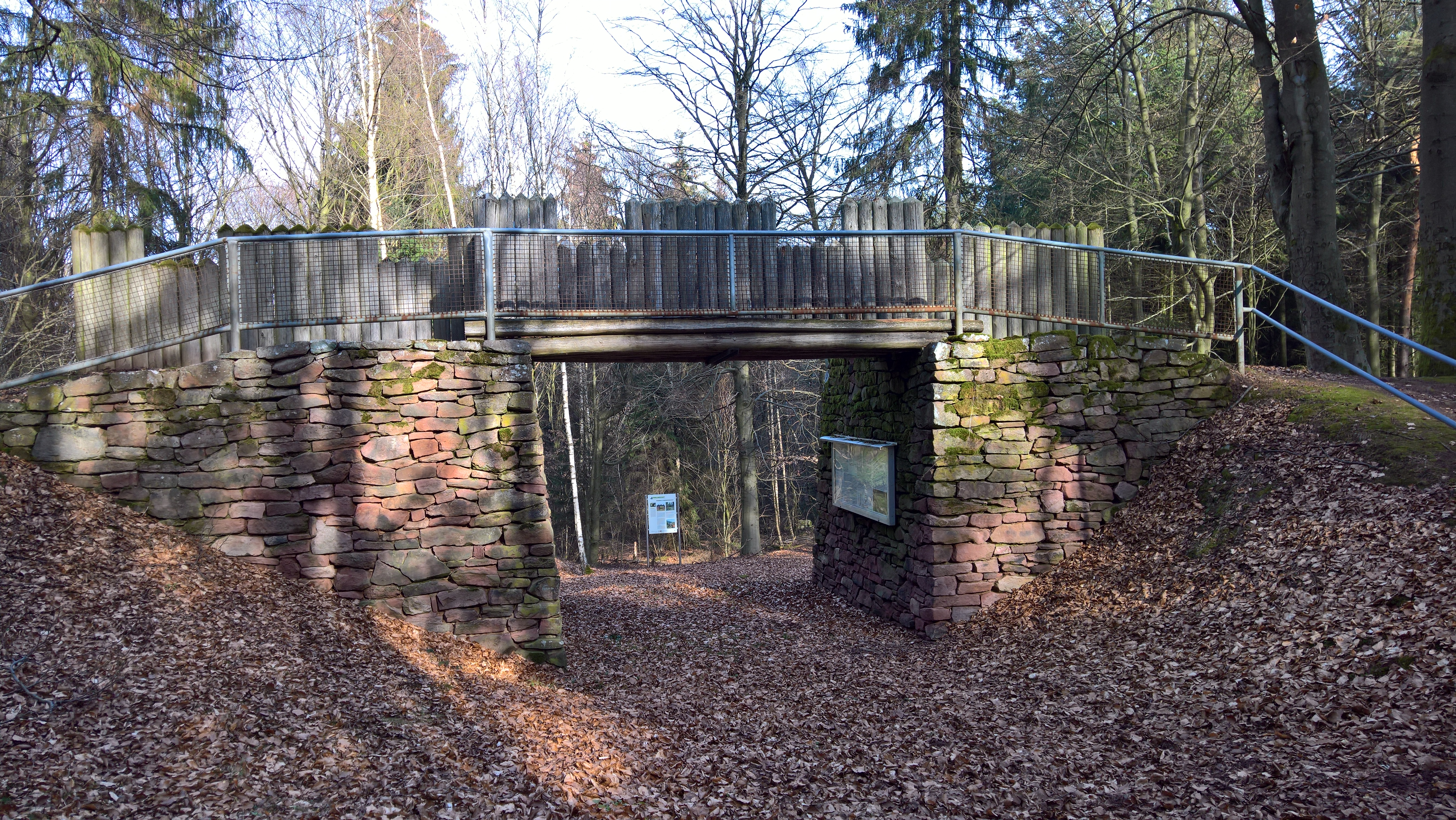
Toranlage von Innen
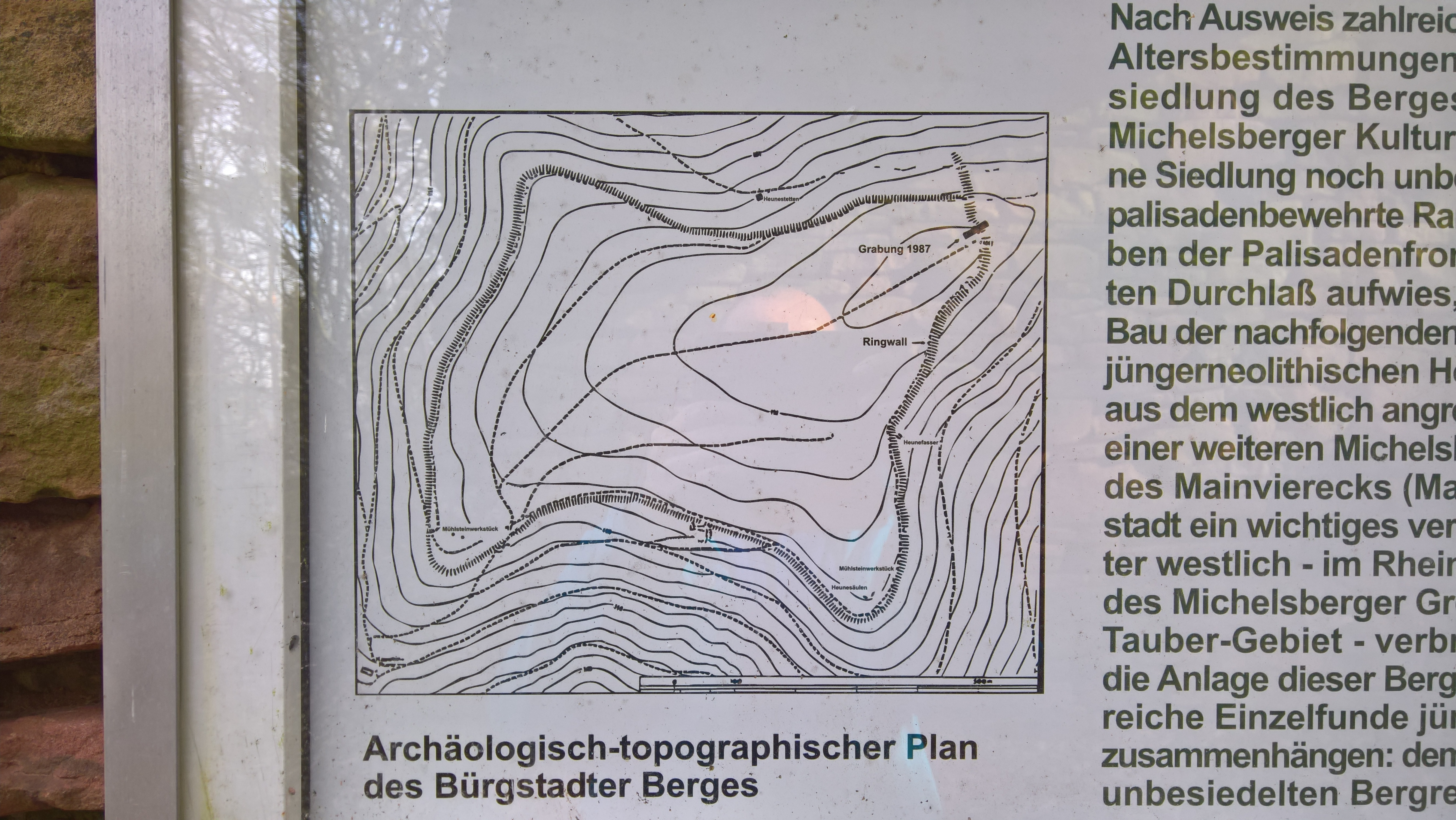
Die Struktur der Anlage
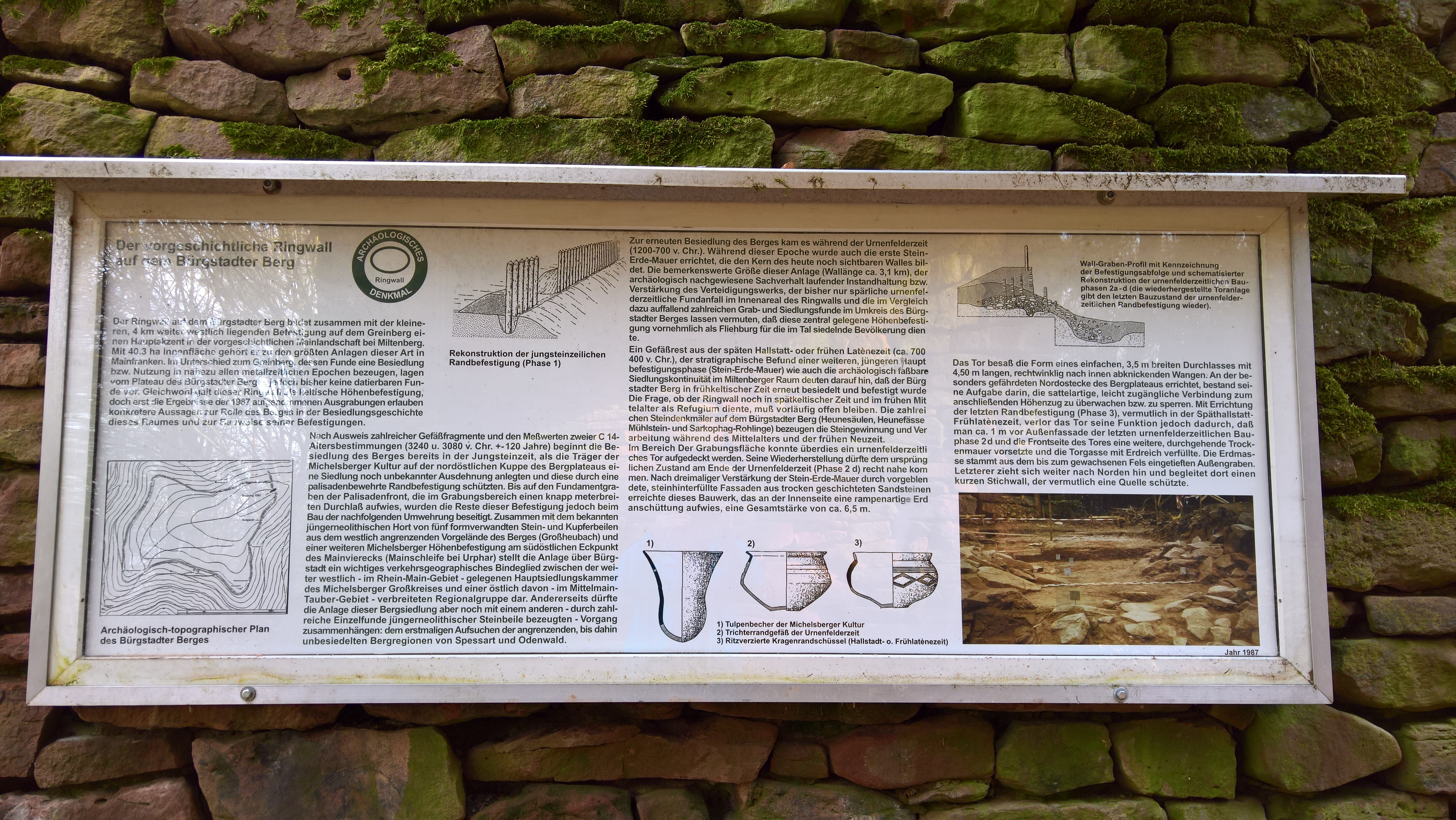
Informationstafel zur Ausgrabung und Funden im Bereich der Toranlage